# Nvidia Shield TV
O Nvidia Shield TV (Shield Android TV ou apenas Nvidia Shield) é um reprodutor de mídia baseado no Android TV produzido pela Nvidia como parte de sua marca Shield de dispositivos Android. Lançado pela primeira vez em maio de 2015, o Shield foi inicialmente comercializado pela Nvidia como sendo um microconsole, enfatizando sua capacidade de jogar jogos baixados e transmitir jogos por um computador compatível em uma rede local, ou através do serviço de assinatura GeForce Now. Assim como os demais dispositivos baseados no Android TV, ele reproduz conteúdo de diversos via aplicativos e também suporta reproduzir vídeo com resolução 4K. É produzido em dois versões, sendo o modelo Shield TV Pro caracterizado pelo armazenamento interno maior.
Em 2017, a Nvidia lançou uma versão atualizada do Shield tendo 16GB de Memoria Flash, em um formato menor que dispensa suporte ao MicroSD e suporte ao infravermelho, além de conter um controle atualizado, sendo idêntico em hardware ao modelo original. Em 2019, a Nvidia atualizou a linha Shield TV com processadores atualizados e revisou o modelo básico com um formato menor e com menos armazenamento interno.

## Especificações Técnicas
O Shield utiliza no o chip Tegra X1 da Nvidia, baseado na CPU ARM Cortex-A57 e na GPU de microarquitetura Maxwell da Nvidia, com 3GB de RAM. O dispositivo suporta resolução 4K a 60 FPS através de uma entrada HDMI 2.0, com suporte para vídeo codificado HEVC. O Nvidia Shield pode conter 16GB de ROM ou com um HDD de 500GB, expansível via cartão microSD ou armazenamento removível. Nas suas versões 2015 e 2017 vem com um HDD de 500GB na sua versão Shield Pro. Ele contém duas portas USB. e conexões de internet, suportada sendo Ethernet gigabit e Wi-Fi. O console vem com um controle sem fio e um controle remoto recarregável via micro-USB sem fio com comandos de voz. O fone de ouvido é vendido separadamente porem suas vendas não acontecem nos canais oficiais da Nvidia.
Nvidia Shield roda Android TV e seus jogos são otimizados e portados para o Shield e são oferecidos por meio de sua loja oficial de jogos. O aparelho pode transmitir jogos por meio do serviço de jogos em nuvem por assinatura sob demanda da Nvidia, GeForce Now, e de um computador local usando a função GameStream presente em suas placas gráficas suportadas por meio do aplicativo GeForce Experience. Além dos jogos Android nativos e do streaming de jogos, a emulação de jogos retro é bem popular no console.
Em 16 de janeiro de 2017, a Nvidia anunciou o "Shield Experience Upgrade 5.0", sendo baseado no Android 7.0 "Nougat". Ele adiciona alguns recursos como o suporte HDR para vídeo 4K, novos aplicativos, integração ao SmartThings, suporte ao Google Assistant e uma nova interface ao Nvidia Games. O suporte do Google Assistant requer uma nova interação ao Shield Controller. Em junho de 2018, a Nvidia lançou uma atualização trazendo o Android 8.0 “Oreo” para o console.
Em 23 de junho de 2021, uma atualização do Android TV para Google TV disponibilizou o Google Stadia para as versões 2019 do Nvidia Shield TV e Nvidia Shield TV Pro.

### Versão 2017
Em 16 de janeiro de 2017, a Nvidia revelou uma versão atualizada do Shield de 16GB. Além do formato revisado com um tamanho menor, não vem com um slot microSD, e é fornecido com o Shield Experience Upgrade 5.0. O controle Bluetooth foi revisado sem entrada para fone de ouvido e bateria CR2032 removível agora está incluído, bem como um controle atualizado com um microfone ligado permanentemente. O modelo 2017 contém o mesmo chip Tegra X1 do modelo de 2015. A Nvidia colocou a versão 2017 para substituir a versão de 16GB, enquanto mantem a comercialização da versão de 500GB do Shield Pro.

### Versão 2019
Em 28 de outubro de 2019, a Nvidia revelou dois novos modelos do Shield TV. Ambos os modelos usam o sistema no chip Tegra X1 +, são fornecidos com o Android 9.0 "Pie", suportam Dolby Atmos e Dolby Vision e incluem um controle atualizado e um novo sistema de upscaling "aprimorado por IA" que pode aprimorar a alta definição vídeo para resolução 4K. O novo modelo básico usa um formato cilíndrico em vez de um estilo de decodificador e tem 2 GB de RAM e 8GB de armazenamento flash, expansível via cartão MicroSD (no lugar das portas USB). O Shield TV Pro usa o mesmo decodificador do modelo anterior e inclui 3GB de RAM, 16GB de ROM e duas portas USB 3.0 de tamanho normal. O GamePad deixou de ser incluído na caixa do aparelho.

## Modelos
| Nome do modelo | Modelo # | Data de Lançamento | Formato  | Processador      | RAM | Espaço Interno | microSD | USB | Controle IR | Acessórios Inclusos     | HDR                    | Dolby Atmos                 |
| -------------- | -------- | ------------------ | -------- | ---------------- | --- | -------------- | ------- | --- | ----------- | ----------------------- | ---------------------- | --------------------------- |
| SHIELD TV      | P2571    | 2015               | Caixa    | Nvidia Tegra X1  | 3GB | 16GB           | Sim     | Sim | Sim         | Gamepad                 | HDR10                  | Passthrough                 |
| SHIELD TV Pro  | P2571    | 2015               | Caixa    | Nvidia Tegra X1  | 3GB | 500GB          | Sim     | Sim | Sim         | Remoto e o gamepad      | HDR10                  | Passthrough                 |
| SHIELD TV      | P2897    | 2017               | Caixa    | Nvidia Tegra X1  | 3GB | 16GB           | Não     | Sim | Não         | Remoto e o gamepad (V2) | HDR10                  | Passthrough                 |
| SHIELD TV Pro  | P2571    | 2017               | Caixa    | Nvidia Tegra X1  | 3GB | 500GB          | Sim     | Sim | Sim         | Remoto e o gamepad (V2) | HDR10                  | Passthrough                 |
| SHIELD TV      | P3430    | 2019               | Cilindro | Nvidia Tegra X1+ | 2GB | 8GB            | Sim     | Não | Não         | Remote (V2)             | HDR10 e o Dolby Vision | Decodificador + passthrough |
| SHIELD TV Pro  | P2897    | 2019               | Caixa    | Nvidia Tegra X1+ | 3GB | 16GB           | Não     | Sim | Não         | Remote (V2)             | HDR10 e o Dolby Vision | Decodificador + passthrough |

## Ligações exteras
- Website oficial